# Золотопотіцька селищна рада
Золотопоті́цька се́лищна ра́да — колишня адміністративно-територіальна одиниця та орган місцевого самоврядування в Бучацькому районі Тернопільської області. Адміністративний центр — селище міського типу Золотий Потік.

## Загальні відомості
Золотопотіцька селищна рада утворена 27 серпня 1984 року.
- Територія ради: 19,34 км²
- Населення ради: 2 681 особа (станом на 2001 рік)
- Територією ради протікає річка Золота

## Населені пункти
Селищній раді були підпорядковані населені пункти:
- смт Золотий Потік
- с. Рублин

## Склад ради
Рада складається з 20 депутатів та голови.
- Голова ради: Моспан Марія Климентівна

### Керівний склад попередніх скликань
| Прізвище, ім'я, по батькові | Основні відомості                                                            | Дата обрання | Дата звільнення |
| --------------------------- | ---------------------------------------------------------------------------- | ------------ | --------------- |
| Моспан Марія Климентіївна   | Селищний голова, 1950 року народження                                        | 26.03.2006   | 31.10.2010      |
| Моспан Марія Климентіївна   | Селищний голова, 1950 року народження, член Політичної партії «Наша Україна» | 03.11.2010   |                 |

Примітка: таблиця складена за даними сайту Верховної Ради України

### Депутати
За результатами місцевих виборів 2010 року депутатами ради стали:

#### За суб'єктами висування
| Суб'єкт висування                                   | Кількість обраних депутатів | %  |
| --------------------------------------------------- | --------------------------- | -- |
| Самовисування                                       | 17                          | 85 |
| Політична партія Всеукраїнське об'єднання «Свобода» | 3                           | 15 |

#### За округами
| № округу                                            | Прізвище, ім'я, по батькові        | Дата визнання обраним | Освіта             | Партійна приналежність                    | Відомості про обраного депутата                              |
| --------------------------------------------------- | ---------------------------------- | --------------------- | ------------------ | ----------------------------------------- | ------------------------------------------------------------ |
| Політична партія Всеукраїнське об'єднання «Свобода» |                                    |                       |                    |                                           |                                                              |
| 4                                                   | Подолян Оксана Миколаївна          | 03.11.2010            | середня спеціальна | член Всеукраїнського об'єднання «Свобода» | територіаль-ний центрсоціальнихпослуг, соціаль-ний працівник |
| 6                                                   | Михайловська Олександра Богданівна | 03.11.2010            | вища               | член Всеукраїнського об'єднання «Свобода» | Золотопотіцька РКЛ, лікар                                    |
| 11                                                  | Микуляк Володимир Петрович         | 03.11.2010            | вища               | член Всеукраїнського об'єднання «Свобода» | Золотопотіцька загальноосвітня школа, вчитель                |
| Самовисування                                       |                                    |                       |                    |                                           |                                                              |
| 1                                                   | Дубовий Роман Климентійович        | 03.11.2010            | вища               | позапартійний                             | підприємець                                                  |
| 2                                                   | Антків Олександра Олександрівна    | 03.11.2010            | вища               | позапартійна                              | Золотопотіцький ДНЗ, завідувачка                             |
| 3                                                   | Василик Ярослав Степанович         | 03.11.2010            | середня            | позапартійний                             | тимчасово не працює                                          |
| 5                                                   | Паращук Марія Степанівна           | 03.11.2010            | вища               | позапартійна                              | Золотопотіцька ДМЗ, вчитель                                  |
| 7                                                   | Хатін Сергій Олексійович           | 03.11.2010            | середня спеціальна | позапартійний                             | тимчасово не працює                                          |
| 8                                                   | Кузь Іван Михайлович               | 03.11.2010            | середня спеціальна | позапартійний                             | Золотопотіцька РКЛ, завгосп                                  |
| 9                                                   | Чернега Ольга Омелянівна           | 03.11.2010            | вища               | позапартійна                              | Золотопотіцький ДНЗ, завгосп                                 |
| 10                                                  | Михайловський Михайло Васильович   | 03.11.2010            | вища               | позапартійний                             | Золотопотіцька РКЛ, лікар                                    |
| 12                                                  | Воєвода Любов Романівна            | 03.11.2010            | середня спеціальна | позапартійна                              | Золотопотіцька загальноосвітня школа, бухгалтер              |
| 13                                                  | Прокіпчук Павло Петрович           | 03.11.2010            | вища               | позапартійний                             | тимчасово не працює                                          |
| 14                                                  | Федоришин Іван Іванович            | 03.11.2010            | незакінчена вища   | позапартійний                             | тимчасово не працює                                          |
| 15                                                  | Вуїв Ігор Іванович                 | 03.11.2010            | середня            | позапартійний                             | тимчасово не працює                                          |
| 16                                                  | Непіп Іван Йосифович               | 03.11.2010            | середня спеціальна | позапартійний                             | НЗ «Замки Тернопілля», різноробочий                          |
| 17                                                  | Непіп Олександра Петрівна          | 03.11.2010            | вища               | позапартійна                              | Золотопотіцька селищна рада, секретар                        |
| 18                                                  | Мельничук Галина Василівна         | 03.11.2010            | середня спеціальна | позапартійна                              | Золотопотіцька селищна рада, прибиральниця                   |
| 19                                                  | Стефанюк Віталій Васильович        | 03.11.2010            | середня            | позапартійний                             | тимчасово не працює                                          |
| 20                                                  | Вуїв Василь Васильович             | 03.11.2010            | середня            | позапартійний                             | тимчасово не працює                                          |